# Palais Löwenfeld
Le Palais Löwenfeld, anciennement Jaukermühle (moulin Jauker), est une ancienne villa de propriétaire d'usine située à Linz en Autriche. C'est un bâtiment classé.

## Histoire
La première mention écrite du moulin à grains du Jaukerbach, qui a été comblé en 1966, remonte au début du XVIIIe siècle. En 1825, Johann Wilhelm Rübsamen acquiert la Jaukermühle et fait construire à côté une imprimerie de calicot. En 1852, les propriétaires de la filature de coton Löwenfeld & Hofmann, le prédécesseur de l'actuelle Linz Textil, achetèrent le bâtiment. En 1881-1882, Ignaz Scheck le convertit en résidence représentative de la famille d'industriels. Plus tard, le bâtiment est progressivement tombé en désuétude, jusqu'à ce qu'il soit finalement entièrement rénové entre 2015 et 2017.

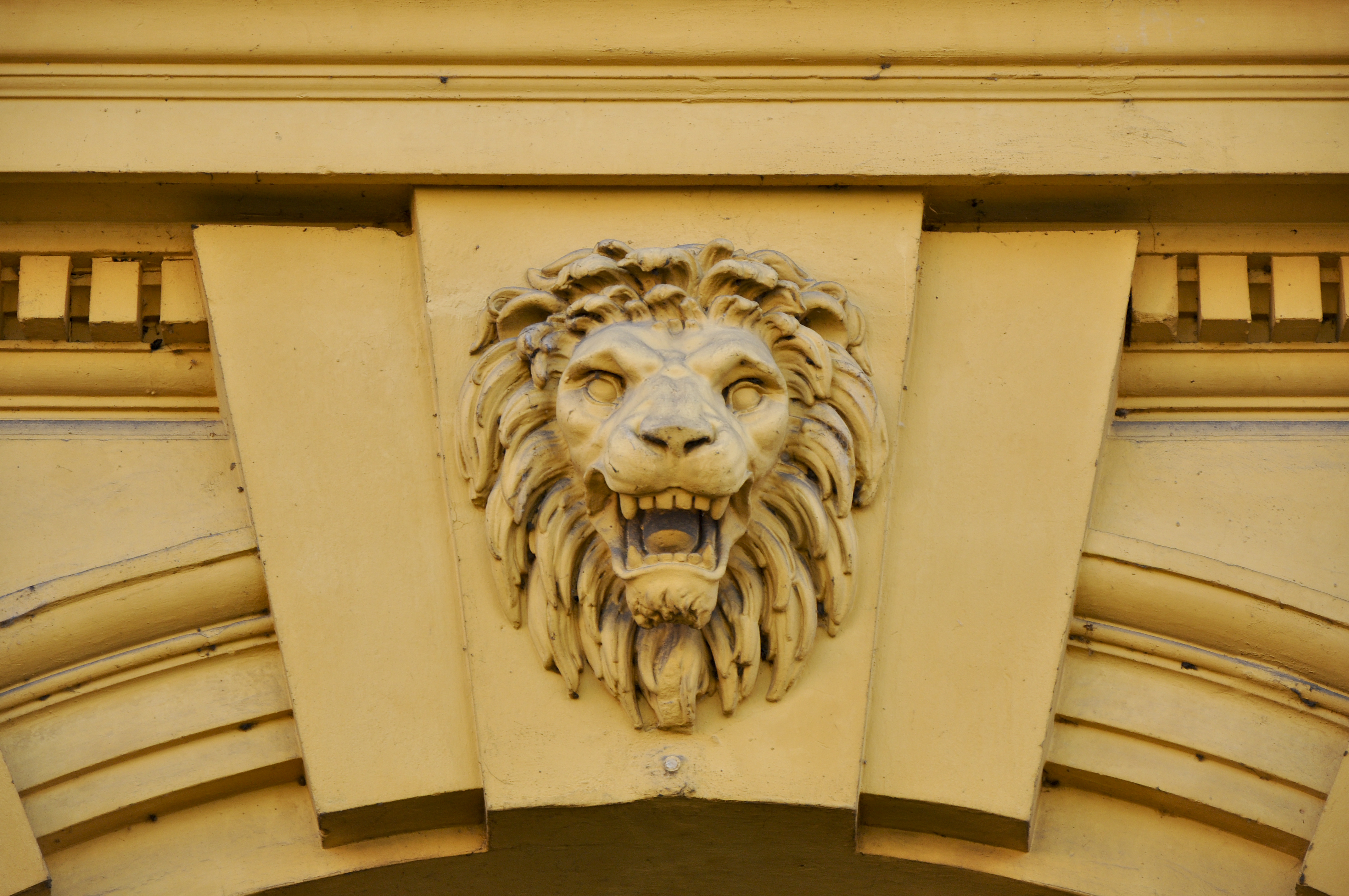
Tête de lion à la langue tirée

## Architecture
La plus ancienne aile conservée date de 1823. Le bâtiment principal représentatif, côté rue, a été construit en 1881-82 par le maître d'œuvre de Linz Ignaz Scheck dans le style néo-renaissance historiciste. Les pièces représentatives du manoir ont des plafonds peints de manière décorative. Les escaliers  sont également remarquables, tout comme les peintures décoratives au pochoir utilisant la technologie de la peinture à la colle, qui ont été découvertes et restaurées lors de la rénovation de 2015-17.
Au-dessus du portail d'entrée se trouve une tête de lion créée par le maître tailleur de pierre Karl Kohn de Vienne avec une langue tirée, qu'il aurait imaginée comme une forme subtile de vengeance en raison de différends avec le client Löwenfeld.

## Liens web
- L'ancien hôtel particulier Löwenfeld & Hofmann à Linz, Office fédéral des monuments, consulté le 30 novembre 2017.
- Reportage sur le Palais Löwenfeld, wochenblick.at, consulté le 30 novembre 2017.